# Chris Ofili
Chris Ofili, CBE (* 10. Oktober 1968 in Manchester) ist ein britischer Maler und Bildhauer.

## Leben
Chris Ofili ist nigerianischer Abstammung. Er wuchs in Großbritannien auf und studierte in London Kunst am Tameside College of Technology (1987–1988), danach bis 1991 an der Chelsea School of Art sowie bis 1993 an der Royal Academy (Master-Abschluss). Im Rahmen eines Austauschprogramms studierte er 1992 an der Hochschule der Künste Berlin.
Er bezieht sich seit einem Studienaufenthalt in Simbabwe in seinen Arbeiten auf seine afrikanische Herkunft, indem er zum Beispiel Elefantendung verwendet, Glasperlen einsetzt oder in Anlehnung an simbabwische Höhlenmalereien, vergleichbar dem Pointillismus, aus Punkten zusammengesetzte Bilder malt. Die Gemälde, Papierarbeiten und Skulpturen Ofilis bewegen sich einerseits am Rande des Kitsch (mit deutlichen Referenzen an afrikanische Volkskunst), enthalten andererseits häufig auch Provokationen (wenn er beispielsweise eine Madonnendarstellung mit Genitalien und Elefantenkot dekoriert). Ofilis Werk wird oft mit Akkulturationsprozessen junger Schwarzer in England sowie der Hip-Hop-Musik in Verbindung gebracht.
Ofili gehörte in den frühen 1990er Jahren zu den bekanntesten unter den jungen britischen Künstlern (Young British Artists). 1998 nahm er an der Wanderausstellung Sensation teil, die der Sammler und Galerist Charles Saatchi ausrichtete. Heute besitzen viele internationale Sammlungen und Museen Ofilis auf dem Kunstmarkt hoch gehandelte Werke, so das Museum of Modern Art in New York City sowie die Tate Gallery in London. Ofili lebt und arbeitet seit 2005 auf Trinidad.

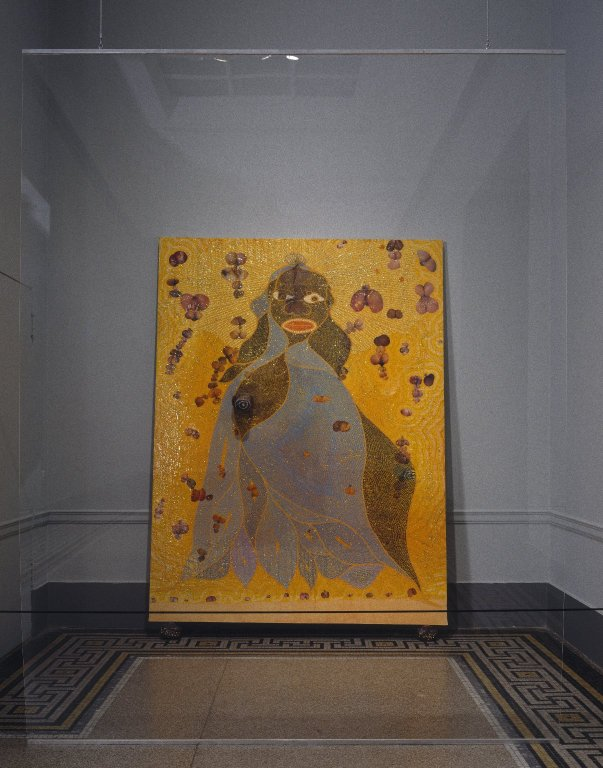
Chris Ofili Saatchi Collection 2017
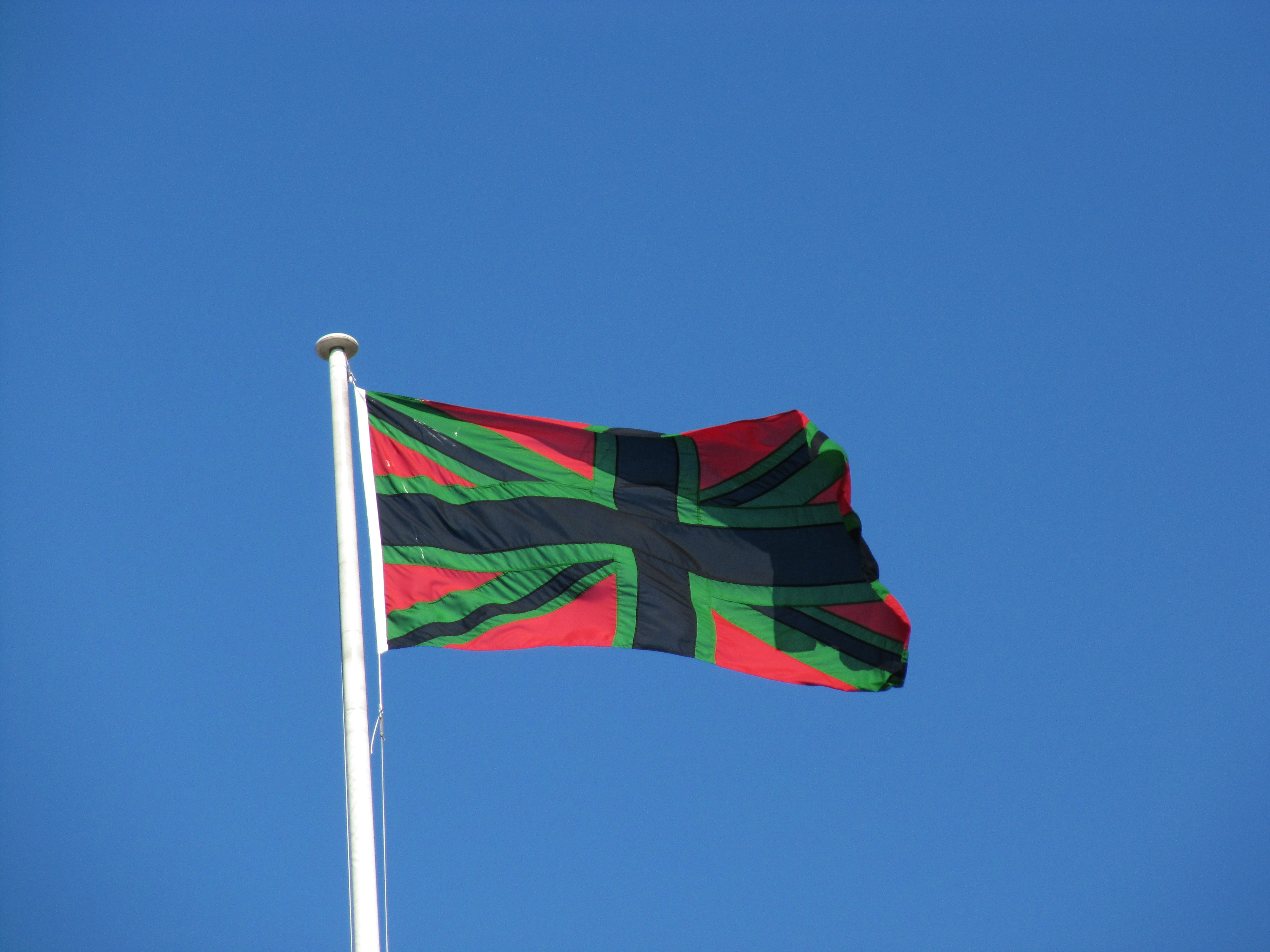
Union Black – Chris Ofili – Tate Britain (2010)

## Ausstellungen (Auswahl)
- 1996: Victoria Miro Galerie, London, England
- 1998: Contemporary Museum of Art, Sydney, Australien
- 1999: Carnegie Museum of Art, Pittsburgh (USA)
- 1999: Sensation. Young British Artists from the Saatchi Collection, Hamburger Bahnhof, Berlin
- 2006: The Blue Rider Extended Remix – kestnergesellschaft, Hannover, Deutschland
- 2010: Tate Britain, London, England
- 2014/15: New Museum of Contemporary Art, New York City (USA)

## Werke (Auswahl)
- Afrodizzia, 1996
- Blossom, 1997

## Auszeichnungen
- 1998: Turner Prize, London
- 2017: Commander des Order of the British Empire[1]